# Caso de estupro em Kathua
O caso de estupro em Kathua refere-se ao rapto, estupro e assassinato de uma menina de 8 anos, Asifa Bano, em Rasana aldeia perto de Kathua no estado Indiano de Jammu e Caxemira, em janeiro de 2018. Os acusados foram presos e o julgamento começou em Kathua em 16 de abril de 2018. A vítima pertencia a comunidade nomade Bakarwal. Ela desapareceu uma semana antes de seu cadáver ser descoberto por moradores, a um quilômetro de distancia da aldeia. O incidente se tornou noticia nacional, quando oito homens foram acusados, em abril de 2018. As prisões dos acusados levaram a protestos pelo Panthers Party(PP), junto com outros grupos locais. Um dos protestos, que contou com a presença de dois ministros do Bharatiya Janata Party, ambos os quais já renunciaram. O estupro e assassinato, bem como o apoio que os acusados receberam provocou indignação generalizada.

## Incidente

### Queixa
O inquérito apresentado pelo Sênior, o Superintendente da Polícia de Jammu, afirma que em 12 de janeiro de 2018, Mohammed Yusuf, apresentou uma queixa na delegacia de policia de Hiranagar informando que sua filha havia desaparecido. Sua denúncia, disse que sua filha, com idade de 8 anos, tinha ido alimentar cavalos 30 minutos após o meio-dia, em 10 de janeiro de 2018. Ela foi vista as duas da tarde, porém quando os cavalos voltaram às 4 da tarde, ela não estava mais com eles. Depois de procurar por ela e ser incapaz de encontrá-la, seu pai registrou um Primeiro Relatório de Informação (PRI) com a polícia.

### Descoberta e prisões
Em 17 de janeiro de 2018, o corpo da vítima foi encontrado e levado em custódia pela polícia para permitir que uma autópsia fosse realizada. O post-mortem foi realizado por uma equipe de médicos em um Hospital do Distrito em Kathua às 2:30 PM no mesmo dia. Em 22 de janeiro de 2018, a investigação do caso foi transferido para a Sede do departamento de polícia de  Jammu e Caxemira. Um comunicado divulgado pela polícia lista sete indivíduos, que haviam sido presos e acusados em relação ao crime, incluindo quatro policiais. Um total de oito pessoas, incluindo quatro policiais, foram presos até agora. Dois dos policiais foram presos por suspeita de tentar destruir provas, e também acusados de aceitar dinheiro para acobertar o crime. Outro dos acusados alegou possuir 15 anos de idade, apesar de um exame médico mais tarde sugerir que ele teria 19 anos. Sanji Ram, um dos acusados, foi descrito pela polícia como tendo concebido o plano de sequestro e assassinato. O inquérito contra o sete adultos acusados do crime foi registrado no dia 9 de abril. Os acusados foram indiciados sob Seções 302, 376, 201 e 120-B do Código Penal Ranbir. Um inquérito contra o acusado sobressalente estava em andamento.

### Evidências forenses
O post-mortem revelou a presença de clonazepam no corpo da menina morta. No exame os médicos descobriram que a menina tinha sido drogada com um sedativo antes de ser estuprada e assassinada. Provas forenses sugerem que ela tinha sido mantida viva por vários dias por Sanji Ram, um dos indivíduos acusados do crime. Fios de cabelo recuperado a partir do templo correspondem com amostras tomadas da menina. O exame forense declarou que Bano havia sido estuprada várias vezes por homens diferentes, que ela tinha sido estrangulada até a morte, e também atingida na cabeça com uma pedra pesada.
O Larboratório de Ciência Forense do Deli analisou 14 pacotes de provas contendo amostras vaginais, fios de cabelo, amostras de sangue dos quatro acusados, vísceras da defunta menina, o vestido da menina e o manto, amostras de barro, e barro manchado de sangue. As amostras vaginais combinaram com o DNA do acusado, assim como outras amostras. As amostras dos fios de cabelo encontrados no templo onde Asifa foi estuprada também combinam com o da menina e do acusado.

## Rescaldo e análise

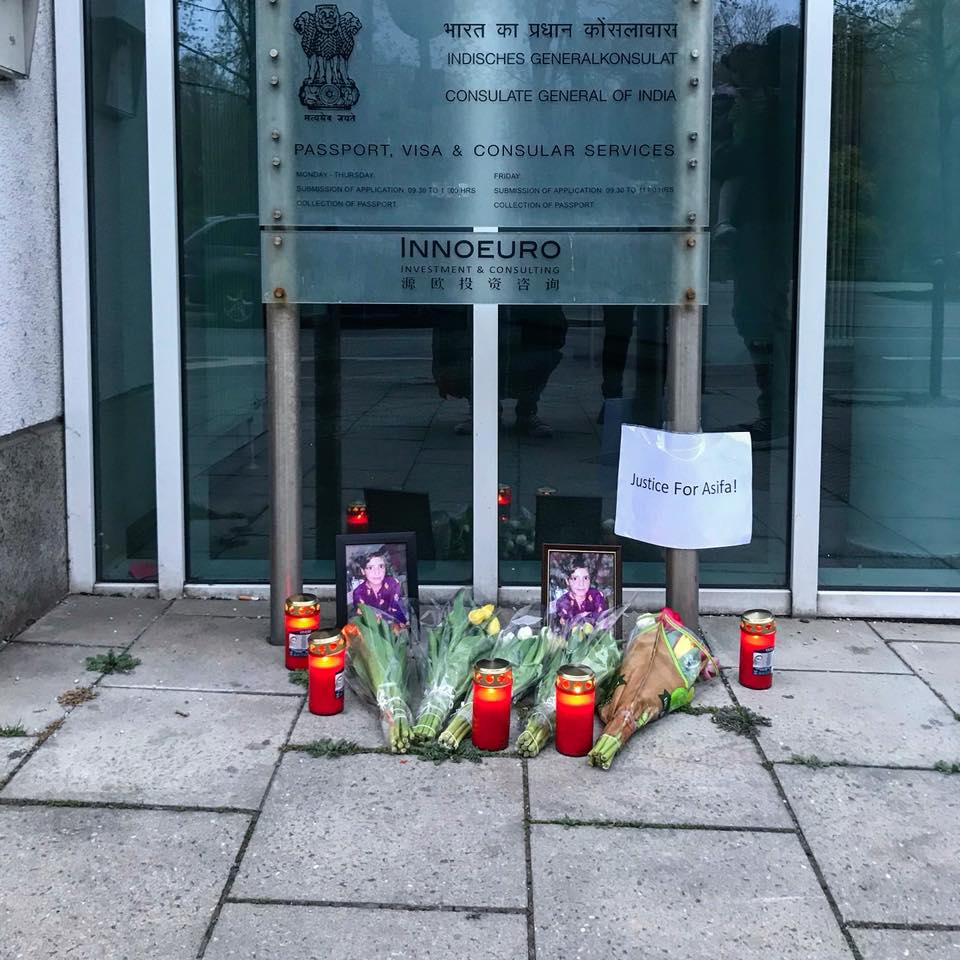
Memorial para a vítima de estupro em Kathua no Consulado Indiano em Munique, na Alemanha

### Reações
O estupro e assassinato se tornou manchete na Índia, quando as acusações foram apresentadas em abril. O estupro e assassinato atraiu uma ampla condenação. Em 18 de janeiro de partidos de oposição em Jammu e Caxemira, acenaram um desmembramento durante Assembleia Legislativa, em protesto contra o incidente. Vários protestos foram realizados em Jammu e Caxemira.
O Ministro-Chefe de Jammu e Caxemira, Mehbooba Mufti afirmou que a investigação deveria ser realizada de forma rápida. Mufti também afirmou que a pena de morte teria de ser obrigatória para os indivíduos acusado de estuprar uma menor de idade. Maneka Gandhi, a Ministra Indiana das Mulheres e Desenvolvimento da Criança, também manifestou apoio à pena de morte em casos de estupro de crianças, e afirmou que seu ministério iria mover uma observação para o gabinete alterar o Ato de Proteção das Crianças contra Crimes Sexuais.
Em 13 de abril de 2018, o Primeiro-Ministro da Índia, Narendra Modi, bem como o Supremo Tribunal da Índia, fizeram declarações condenando o incidente e disseram que a justiça estaria assegurada. O Secretário-Geral da ONU Antonio Guiterres afirmou que o "culpado deve ser responsabilizado" e descreveu o incidente como "horrível". As Nações Unidas também manifestou esperança de que as autoridades irão levar os agressores à justiça.
Uma série de celebridades e políticos proeminentes registraram sua raiva sobre o incidente. Em 12 de abril de 2018, uma marcha a luz de velas foi realizada no Portão da Índia, Nova Delhi. Ele foi acompanhado pelos líderes do Congresso Nacional Indiano, incluindo Rahul Gandhi, Sonia Gandhi, Ghulam Nabi Azad, e Priyanka Gandhi. Uma PRI tem sido apresentadas contra advogados protestantes em apoio ao grupo Hindu Ekta Manch. Vishnu Nandakumar, assistente administrativo do Banco Kotak Mahindra em Kerala, gerou indignação nos meios de comunicação social ao comentar o estupro no Facebook, afirmando que "é melhor que [Asifa é] morto agora, caso contrário, ela teria sido uma bomba de amanhã". Posteriormente, ele foi demitido pelo banco.
Devido ao caso de estupro em Kathua e o caso de estupro em Unnao se tornarem o centro das atenções no discurso nacional, ao mesmo tempo, ocorrem protestos adjacentes para ambos os incidentes em várias partes do país, como Mumbai, Chennai, Calcutá e Nova Deli.
O ex-ministro, Harsh Dev Singh, lidera protestos pelo Panthers Party (PP), exigindo uma investigação independente da CBI sobre o assunto, que foi recusado pelo Ministro-Chefe Mehbooba Mufti.

### Tensão popular
O incidente resultou em uma revolta generalizada em Jammu e Caxemira. Após a realização de protestos por parte de membros da oposição, o governo do estado entregou a investigação ao ramo criminal da polícia do estado. O inquérito arquivado pela polícia afirmou que o sequestro da vítima foi planejado em uma tentativa de obter vingança pessoal pelo acusado, bem como para intimidar a comunidade Bakarwal em mover-se para fora da área. O Bakarwal são uma minoria muçulmana que vivem em um distrito dominado por hindus, Kathua.
O fato de que Asifa foi mantida em cativeiro em um templo hindu aumentou a tensão gerada. Os líderes locais do Bharatiya Janata Party , afirmou que a prisão havia sido feita sob pressão política, e pediu para o crime ser investigado pela sua principal agência (CBI). O Ministro-Chefe de Jammu e Caxemira Mehbooba Mufti, cujo partido divide o poder do estado com o BJP, rejeitou o pedido. Notícias sugerem que a demanda por uma ação pela CBI foi um esforço para tornar a investigação leniente com o acusado; o CBI é um ramo da União do Governo Indiano, controlado pelo BJP. Madhya Pradesh presidente do BJP afirmou que militantes do Paquistão são culpados pelo estupro e assassinato; sua declaração recebeu críticas na imprensa. Indivíduos através das linhas do partido configuraram uma organização chamada "Hindu Ekta Manch" (Movimento de União Hindu), que argumentou que os indivíduos presos eram inocentes.A comunidade da vítima planejava enterrá-la em um cemitério onde eles tinham comprado um terreno alguns anos antes. O pai da vítima afirmou que quando a família tentou enterrar Asifa, eles foram ameaçados com violência por ativistas pró-direita hindu, e foram compelidos a enterrá-la em uma aldeia diferente.

### Protestos em apoio aos acusados
Grupos pró-direita hindu organizaram protestos contra as prisões dos acusados, que são todos os Hindus. Dois ministros do partido Bharatiya Janata Party, O Ministro das Florestas Lal Singh Chaudhary e o Ministro das Industrias Chander Prakash, participaram de um dos protestos. Um dos manifestantes disse ao New York Times que as prisões eram "contra a nossa religião", e afirmou que os manifestantes iriam queimar-se se os acusados não fossem liberados. Ao tentar apresentar acusações contra o acusado no dia 9 de abril, os policiais encarregados foram recebidos com protestos de advogados na frente do escritório do Magistrado Judiciário Chefe em Kathua. Os advogados faziam um protesto em apoio ao grupo Hindu Ekta Manch, e tentaram evitar que as acusações fossem apresentadas; O inquérito foi submetido, eventualmente, após reforços da polícia chegarem. Este apoio a indivíduos acusados de estupro levou a uma indignação social generalizada.

## Julgamento
O julgamento para o caso de esturpo e assassinato em Kathua começõu em Jammu e Caxemira, em 16 de abril de 2018 antes das Sessões Principais Da Corte avaliarem, em Kathua. A segunda audiência está agendada para 28 de abril de 2018. O Supremo Tribunal têm procurado uma resposta do governo de Jammu e Caxemira sobre mudança do julgamento para Chandigarh em 27 de abril de 2018.
Uma demanda por Bhim Singh, o líder do PP, para um inquérito independente pelo CBI foi ouvido e negado pelo Supremo Tribunal da Índia.